# Diné CARE

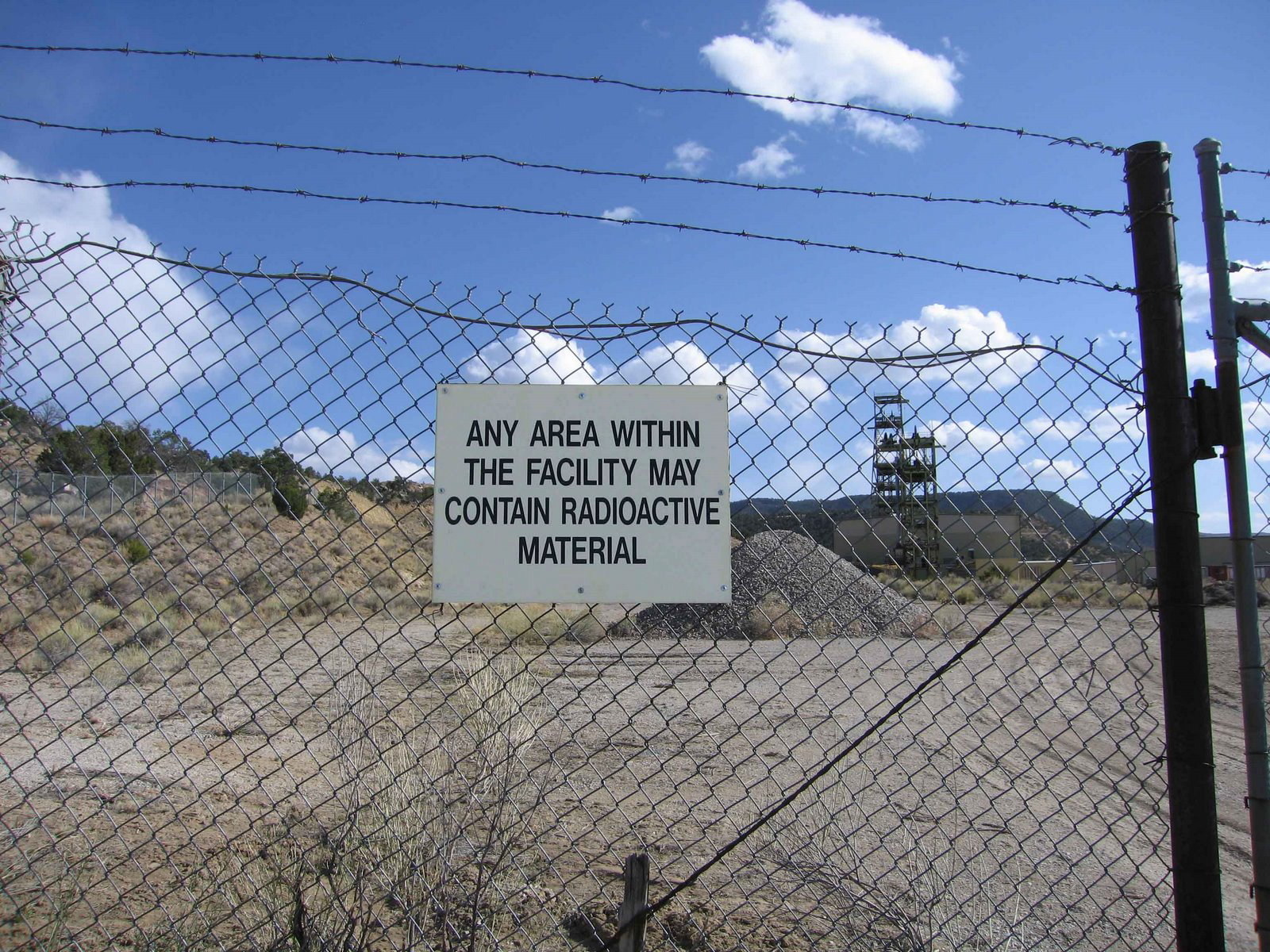
Uranmine in New Mexico

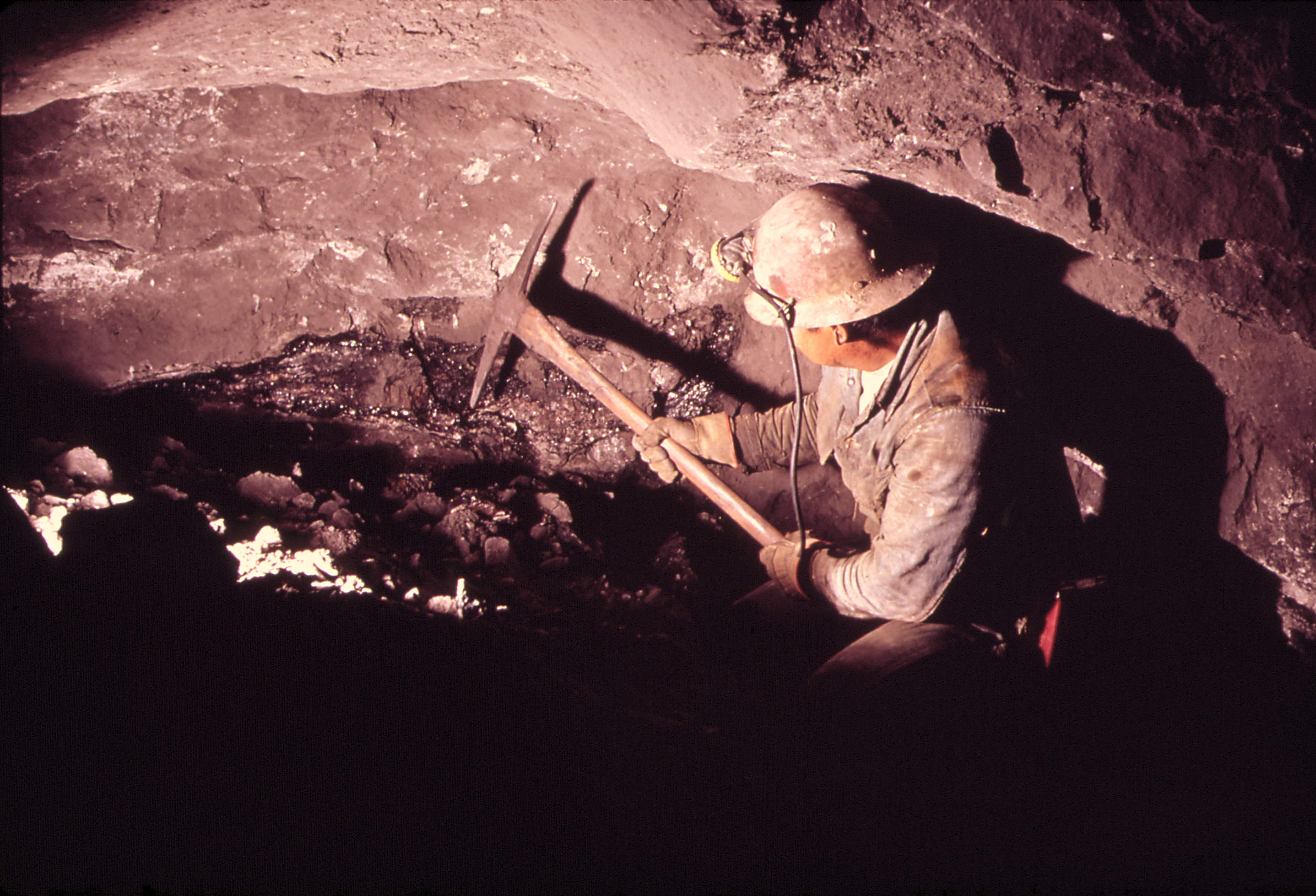
Ungeschützter Uranbergbau

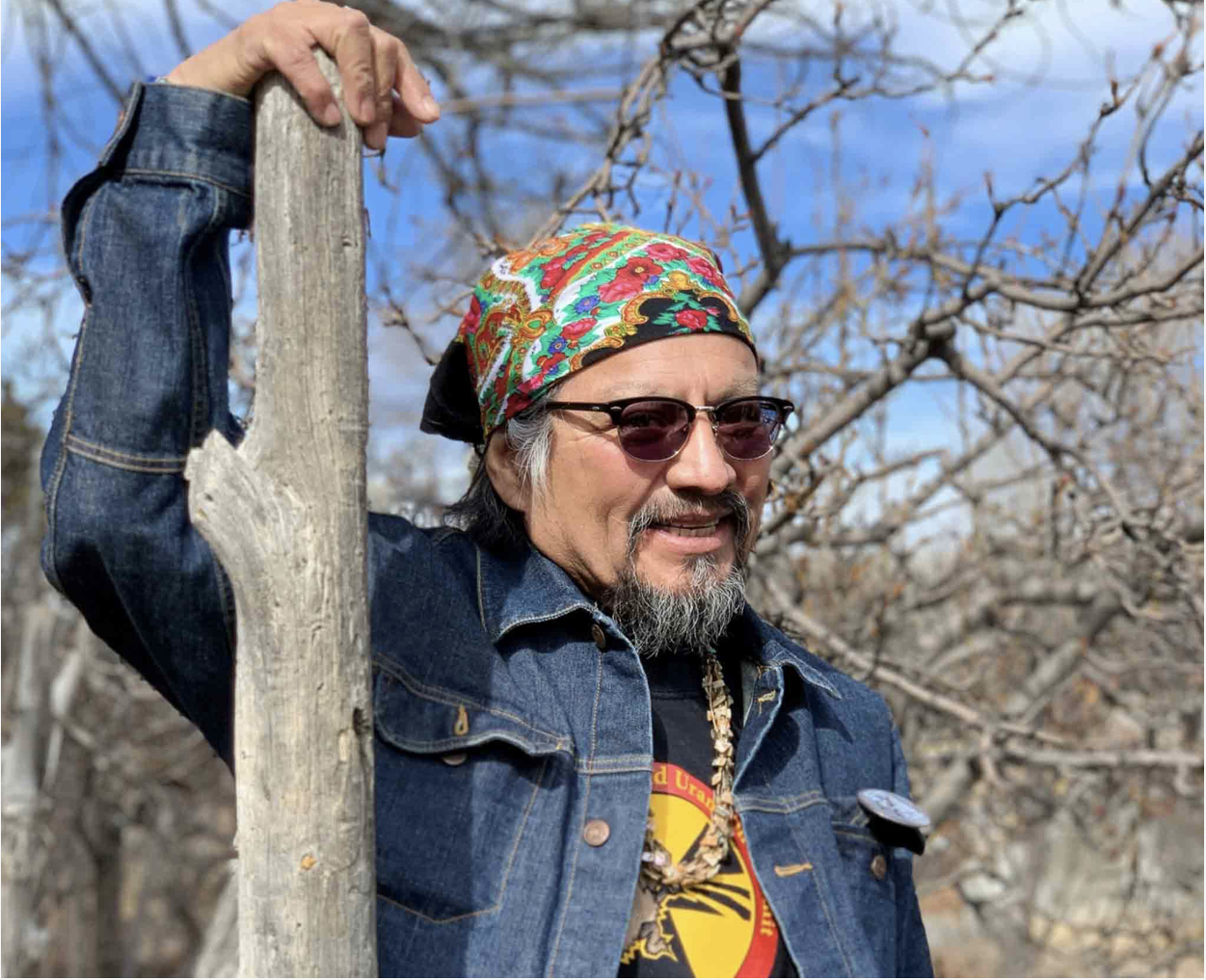
Earl Tulley

Diné CARE (Diné Citizens Against Ruining Our Environment) ist eine indigene, basisdemokratisch organisierte Umwelt- und Menschenrechtsorganisation in der Navajo Nation in den USA. Sie wurde 1988 von Mitgliedern der Navajo-Gemeinschaft in Reaktion auf ein geplantes, umweltschädliches Industrieprojekt gegründet. Diné CARE ist heute eine der führenden indigenen Organisationen im Südwesten der USA im Bereich Umweltgerechtigkeit.

## Geschichte
Diné CARE wurde 1988 in der Nähe von Dilkon, Arizona, gegründet. Anlass war ein geplantes Recyclingzentrum, das sich als toxische Müllverbrennungsanlage herausstellte. Die Gemeinde organisierte Proteste und konnte das Vorhaben erfolgreich stoppen. Die Organisation wurde ursprünglich unter dem Namen Citizens Against Ruining Our Environment gegründet, der später durch das Navajo-Wort Diné ergänzt wurde.
1990 war Diné CARE Mitorganisator der ersten Protecting Mother Earth Conference, aus der später das Indigenous Environmental Network (IEN) hervorging.

## Ziele und Aktivitäten
Diné CARE verfolgt das Ziel, die natürliche Umwelt der Navajo Nation vor schädlichen Eingriffen durch industrielle, politische oder wirtschaftliche Interessen zu schützen. Die Organisation verbindet traditionelle Diné-Prinzipien mit moderner Umwelt- und Klimapolitik.

### Uranabbau und nukleare Gerechtigkeit
Ein zentrales Anliegen ist der Kampf gegen die gesundheitlichen und ökologischen Folgen des Uranabbaus auf Navajo-Land. Zwischen den 1940er- und 1980er-Jahren wurden dort über 500 Uranminen betrieben – ein industrielles Unterfangen, das tiefgreifende ökologische und gesundheitliche Schäden hinterlassen hat. Viele Navajo-Männer arbeiteten in den Minen, oft ohne angemessenen Schutz oder Informationen über die Gefahren radioaktiver Strahlung. Die Minen wurden von verschiedenen privaten Unternehmen betrieben, mit Billigung der US-Regierung. Die Arbeitsbedingungen waren katastrophal, es gab kaum Sicherheitsstandards, keine Atemschutzmasken, keine Belüftungssysteme. Die gesundheitlichen Auswirkungen auf die Dine sind bis heute spürbar, viele ehemalige Minenarbeiter entwickelten Krebs, insbesondere Lungen- und Kehlkopfkrebs, oft Jahrzehnte nach ihrer Tätigkeit in den Minen. Studien deuten auf eine erhöhte Rate von Geburtsfehlern bei Kindern in betroffenen Gebieten hin. Nierenerkrankungen, Autoimmunerkrankungen und andere chronische Leiden sind in der Region überdurchschnittlich häufig.
Die Umweltverschmutzung ist ebenfalls gravierend, Uran und andere Schwermetalle kontaminierten Wasserquellen, die von den Navajo traditionell für Trinkwasser und Viehhaltung genutzt werden. Mehr als 500 verlassene Uranminen verstreuen radioaktive Materialien über die Landschaft. Viele wurden nie saniert. In manchen Fällen wurden Baumaterialien aus Uranabfällen für Häuser verwendet, was zur Strahlenbelastung in Wohnräumen führte.
Erst Jahrzehnte später wurden die gesundheitlichen Schäden von der US-Regierung teilweise anerkannt. 1990 wurde das „Radiation Exposure Compensation Act“ (RECA) verabschiedet, um einige betroffene Personen zu entschädigen – doch viele Navajo wurden ausgeschlossen. Diné CARE unterstützte die Reform des Radiation Exposure Compensation Act (RECA) und fördert Aufklärungskampagnen über die Langzeitfolgen radioaktiver Kontamination.

### Forstwirtschaft
Die Organisation spielte eine Schlüsselrolle beim Widerstand gegen exzessive Abholzung in den Chuska Mountains. Sie setzte sich erfolgreich für die Schließung eines lokalen Sägewerks und für stärkeren Forstschutz ein. Die Navajo Forest Products Industry hat nicht nur große Waldflächen zerstört und massive Erosionen in den Bergen verursacht, sondern auch verseuchte Betriebsstätten hinterlassen mit Asbest, Petroleum, Formaldehyd, Schwefelsäure und andere ätzende Substanzen, Schwermetalle (Chrom, krebserregende Hexavalent‑Chrom, Blei, Quecksilber, Selen), Benzol, Naphthalin, Toluol und andere giftige Substanzen. Insbesondere Hexavalent‑Chrom wurde auch im Grundwasser nachgewiesen.

### Energieprojekte
Diné CARE kritisiert seit Jahren fossile Energieprojekte wie das Kohlekraftwerk Four Corners Power Plant oder neue Öl- und Gasbohrungen im Gebiet des Chaco Canyon. Die Organisation war an Klagen gegen das Bureau of Land Management beteiligt, um umweltzerstörende Projekte zu stoppen oder strengeren Auflagen zu unterwerfen.

## Struktur und Philosophie
Die Organisation ist basisdemokratisch organisiert und stützt sich auf freiwillige Arbeit und Spenden. Ihre Arbeit basiert auf den traditionellen Diné-Prinzipien von Hózhǫ́ – Harmonie, Gleichgewicht und Respekt gegenüber der Natur.
Diné CARE fördert insbesondere die Bildung und Aktivierung der lokalen Bevölkerung, damit diese sich selbstbestimmt an Entscheidungsprozessen beteiligen kann.

## Wirkung
Diné CARE gilt als Vorbild für viele indigene Umweltgruppen in Nordamerika. Ihre Arbeit hat zur Bildung mehrerer lokaler Allianzen, zur Schließung oder Umgestaltung schädlicher Industrieprojekte sowie zur politischen Repräsentation indigener Umweltinteressen auf nationaler Ebene beigetragen.